# Collocalia isonota
A Collocalia isonota a madarak osztályának a sarlósfecske-alakúak (Apodiformes) rendjébe és a sarlósfecskefélék (Apodidae) családjába tartozó faj.

## Rendszerezése
A fajt Harry C. Oberholser amerikai ornitológus írta le 1906-ban, Collocalia linchi isonota néven. Egyes szervezet a fényes szalangána (Collocalia esculenta) alfajaként sorolják be Collocalia esculenta isonota néven.

## Előfordulása
Délkelet-Ázsiában, a Fülöp-szigetek területén honos.

## Természetvédelmi helyzete
A Természetvédelmi Világszövetség Vörös listáján nem szerepel.